# اقتصاد هنگ کنگ
هنگ کنگ به عنوان یکی از مراکز مالی بین‌المللی با مالیات پایین، تجارت تقریباً آزاد و بازار مالی گسترده شناخته شده‌است. ارز این کشور به نام دلار هنگ کنگ نامیده می‌شود و به صورت قانونی توسط سه بانک بزرگ تجاری بین‌المللی شناخته شده‌است و قابل تبدیل به دلار آمریکا می‌باشد.
نرخ بهره توسط بانک‌ها جداگانه و خصوصی در هنگ کنگ تعیین می‌شود تا اطمینان حاصل شود که آنها نیز در جریان بازار قرار دارند. هیچ سیستم بانکی مرکزی خاصی به رسمیت شناخته شده وجود ندارد اگرچه هیئت پولی هنگ کنگ به عنوان یک مقام نظارتی مالی عمل می‌کند.
بر اساس شاخص آزادی اقتصادی، هنگ کنگ از زمان آغاز این شاخص در سال ۱۹۹۵ بالاترین درجه از آزادی اقتصادی را در جهان داشته‌است. اقتصاد آن تحت شرایط غیر مداخله‌ای کار می‌کند و بسیار وابسته به تجارت بین‌المللی و امور مالی جهانی می‌باشد. به همین دلیل است که آن را به عنوان مناسب‌ترین مکان‌ها برای شروع کار یک شرکت معرفی می‌کنند در واقع، یک مطالعه اخیر نشان می‌دهد که فعالیت شرکت‌های استارتاپی از ۹۹۸ شرکت ثبت شده در سال ۲۰۱۴ به بیش از ۲۸۰۰ در سال ۲۰۱۸ رسیده‌است و در سال ۲۰۱۸ با تجارت الکترونیک (۲۲ درصد) و نرم‌افزار (۱۲ درصد) و تبلیغات (۱۱ درصد) شاخص آزاد اقتصادی هنگ کنگ به عنوان کشور شماره یک با نمره ۸٫۹۷ رسیده‌است.
نقاط قوت هنگ کنگ عبارتند از یک سیستم بانکی صحیح، تقریباً بدون هیچ بدهی عمومی، سیستم قانونی قوی، ذخایر ارز خارجی بالغ بر ۴۰۸ میلیارد دلار تا اواسط سال ۲۰۱۷، اقدامات سختگیرانه ضد فساد و ارتباطات نزدیک با سرزمین اصلی چین. بورس اوراق بهادار هنگ کنگ یک مقصد مطلوب برای شرکت‌های بین‌المللی و شرکت خارجی چین می‌باشد که با توجه به صنعت مالی بسیار گسترده و بین‌المللی و مدرن هنگ کنگ همراه با بازار سرمایه آن در آسیا، اندازه و گسترش آن، مقررات و ابزارهای مالی موجود، قابل مقایسه با لندن و نیویورک ارزیابی می‌شود.